# Prukaloprid
Prukaloprid (Resolor) je lek koji deluje kao selektivni agonist visokog afiniteta za 4 receptor. On poboljšava umanjeni motilitet creva koji je tipičan za hroničnu konstipaciju, i proizvodi normalnije pražnjenje creva. Prukaloprid je odobren za upotrebu u Evropi 2009 i u Kanadi (Resotran) 2011, dok u SAD-u nije odobren. Ovaj lek se ispituje za moguću primenu u tretmanu hronične intestinalne pseudoopstrukcije.

## Spoljašnje veze
|  | Molimo Vas, obratite pažnju na važno upozorenje u vezi sa temama iz oblasti medicine (zdravlja). |